# Almino Afonso (ort)
Almino Afonso är en ort i Brasilien.   Den ligger i kommunen Almino Afonso och delstaten Rio Grande do Norte, i den östra delen av landet, 1 500 kilometer nordost om huvudstaden Brasília. Almino Afonso ligger 247 meter över havet och antalet invånare är 4 880.
Terrängen runt Almino Afonso är platt åt nordost, men åt sydväst är den kuperad. Närmaste större samhälle är São Bento, 14,7 kilometer söder om Almino Afonso. 
Omgivningarna runt Almino Afonso är huvudsakligen savann. Runt Almino Afonso är det ganska glesbefolkat, med 25 invånare per kvadratkilometer.